# Вершинин, Геннадий Петрович
Геннадий Петрович Вершинин (род. 9 февраля 1951, Калининградская область или Еловая, Лоухский район) — российский театральный актёр, заслуженный артист России (1999).

## Биография
Геннадий Вершинин родился 9 февраля 1951 года в поезде, когда его мать ехала к отцу на север страны, где он отбывал срок. Его рождение было оформлено на станции Еловая Калининградской области. После этого он был отдан на воспитание бабушке в Ригу, а его мать уехала к отцу на лесоповал, где работала маркировщицей. В 1974 году Вершинин окончил Новосибирское театральное училище, где его педагогами были В. С. Орлов, А. В. Гаршина.
До начала актёрской карьеры Вершинин работал в театре монтировщиком, администратором и артистом балета. Его актёрский дебют состоялся на сцене Челябинского театра драмы им. С. М. Цвиллинга в пьесе Леонида Жуховицкого «Легенда о Ричарде». В дальнейшем актёр работал в Алтайском государственном краевом театре драмы им. В. М. Шукшина, Ставропольском краевом театре им. М. Ю. Лермонтова, Ростовском театре драмы им. М.Горького, Чеченском русском театре им. М. Ю. Лермонтова. В 1987 году Вершинин перешёл в Тульский театр драмы, где свою первую роль исполнил в спектакле по пьесе Гильерме Фигейреду «Дон Хуан». Одной из первых ярких ролей актёра на тульской сцене стал Счастливцев в пьесе «Лес» Александра Островского. Среди его последующих театральных работ роли в таких спектаклях, как «Ромео и Джульетта» (1990), «Анна Каренина» (1991), «Безумный день, или Женитьба Фигаро» (1994), «Корсиканка» (2003), «Соколы и вороны» (2009) и многих других. На телевидении исполнил роли в телесериалах «Громовы» и «Апостол», а также фильмах «Чудо» (2009) и «Воскресение» (2014).
В 1999 году Вершинину присвоено звание Заслуженный артист России. В 2010 году актёр удостоен премии в номинации «Лучшая мужская роль второго плана» на II Международном театральном фестивале «Смоленский ковчег» за роль Штопнова в спектакле «Соколы и вороны». В 2023 году он стал лауреатом театрального конкурса «Триумф» в номинации лучшая роль второго плана в спектакле «Папа в паутине».

## Критика
Елена Кукла, рассказывая в «Петербургском театральном журнале» о прошедшем в 1993 году в Костроме театральном фестивале Островского, отметила поразившую её обилием индивидуальностей постановку «Лес» Тульского академического театра. По мнению Куклы, Геннадий Вершинин мастерски сыграл в этой постановке Аркашку Счастливцева мудрым, злым, видавшим виды.
Театральный критик Наталья Старосельская в своей рецензии на страницах журнала «Страстной бульвар, 10» на спектакль «Бесприданница» Тульского академического театра драмы по одноимённой пьесе А. Н. Островского отметила, что Робинзон, во многих постановках трактуемый до самого финала исключительно как комический, сыгран Геннадием Вершининым замечательно, с нотами трагического гротеска. По мнению Старосельской, Робинзон в исполнении Вершинина являет зрителям отсылки не только на многочисленных «шутов» Островского, но и на таких же, в сущности, «грустных клоунов» Тургенева, Сухово-Кобылина и Достоевского.